# حصن الراس (همدان)

تعديل مصدري - تعديل

حصن الراس هي إحدى قرى عزلة ربع همدان بمديرية همدان التابعة لمحافظة صنعاء، يبلغ تعداد سكانها 631 نسمة حسب تعداد اليمن لعام 2004.